# Xylopia
Xylopia is een geslacht uit de familie Annonaceae. Het geslacht telt ongeveer honderdzestig soorten die voorkomen in (sub)tropisch Azië, Afrika en Amerika.

## Soorten
- Xylopia acunae, Borhidi & E.Del-Risco
- Xylopia acutiflora,  (Dunal) A.Rich.
- Xylopia aethiopica,  (Dunal) A.Rich.
- Xylopia africana, (Benth.) Oliv.
- Xylopia amazonica, R.E.Fr.
- Xylopia ambanjensis, Cavaco & Keraudren
- Xylopia amoena, R.E.Fr.
- Xylopia amplexicaulis, (Lam.) Baill.
- Xylopia annoniflora, Pombo & Zartman
- Xylopia arenaria, Engl.
- Xylopia aromatica, (Lam.) Mart.
- Xylopia atlantica, Mello-Silva & J.C.Lopes
- Xylopia aurantiiodora, De Wild. & T.Durand
- Xylopia barbata, Hoffm. ex Mart.
- Xylopia beananensis, Cavaco & Keraudren
- Xylopia bemarivensis, Diels
- Xylopia benthamii, R.E.Fr.
- Xylopia bocatorena,  Schery
- Xylopia brasiliensis, Spreng.
- Xylopia buxifolia, Baill.
- Xylopia calophylla, R.E.Fr.
- Xylopia calosericea, Diels
- Xylopia calva, D.M.Johnson & N.A.Murray
- Xylopia capuronii, Cavaco & Keraudren
- Xylopia caudata, Hook.f. & Thomson
- Xylopia cayennensis, Maas
- Xylopia championii, Hook.f. & Thomson
- Xylopia chocoensis, R.E.Fr.
- Xylopia collina, Diels
- Xylopia columbiana, R.E.Fr.
- Xylopia congolensis, De Wild.
- Xylopia conjungens, R.E.Fr.
- Xylopia coriifolia, Ridl.
- Xylopia crinita, R.E.Fr.
- Xylopia cupularis, Mildbr.
- Xylopia cuspidata, Diels
- Xylopia danguyella, Ghesq. ex Cavaco & Keraudren
- Xylopia decorticans, D.M.Johnson & Lobão
- Xylopia degeneri, A.C.Sm.
- Xylopia dehiscens, (Blanco) Merr.
- Xylopia densiflora, R.E.Fr.
- Xylopia densifolia, Elmer
- Xylopia dibaccata, Däniker
- Xylopia dielsii, Cavaco & Keraudren
- Xylopia dinklagei, Engl. & Diels
- Xylopia discreta, (L.f.) Sprague & Hutch.
- Xylopia egleriana, Aristeg. ex Maas
- Xylopia ekmanii, R.E.Fr.
- Xylopia elliotii, Pierre ex Engl. & Diels
- Xylopia elliptica, Maingay ex Hook.f. & Thomson
- Xylopia emarginata, Mart.
- Xylopia erythrodactyla, D.M.Johnson & N.A.Murray
- Xylopia excellens, R.E.Fr.
- Xylopia fananehanensis, Cavaco & Keraudren
- Xylopia ferruginea, (Hook.f. & Thomson) Baill.
- Xylopia flamignii, Boutique
- Xylopia flexuosa, Diels
- Xylopia frutescens, Aubl.
- Xylopia fusca, Maingay ex Hook.f. & Thomson
- Xylopia ghesquiereana, Cavaco & Keraudren
- Xylopia gilbertii, Boutique
- Xylopia globosa, D.M.Johnson & N.A.Murray
- Xylopia gracilipes, D.M.Johnson & N.A.Murray
- Xylopia hastarum, M.L.Green
- Xylopia heterotricha, D.M.Johnson & N.A.Murray
- Xylopia holtzii, Engl.
- Xylopia humbertii, Ghesq. ex Cavaco & Keraudren
- Xylopia humblotiana, Baill.
- Xylopia hypolampra, Mildbr.
- Xylopia hypolampsa, Mildbr. & Diels
- Xylopia involucrata, M.C.Dias & Kin.-Gouv.
- Xylopia jamaicensis, Griseb.
- Xylopia javanica, Steud.
- Xylopia kalabenonensis, D.M.Johnson, Deroin & Callm.
- Xylopia katangensis, De Wild.
- Xylopia keniensis, D.M.Johnson
- Xylopia kuchingensis, I.M.Turner & D.M.Johnson
- Xylopia lamarckii, Baill.
- Xylopia lamii, Cavaco & Keraudren
- Xylopia lanceola, Ridl.
- Xylopia lanceolata, R.E.Fr.
- Xylopia langsdorfiana, A.St.-Hil. & Tul.
- Xylopia lastelliana, Baill.
- Xylopia lemurica, Diels
- Xylopia letestui, Pellegr.
- Xylopia ligustrifolia, Dunal
- Xylopia longicaudata, Maas & Westra
- Xylopia longicuspis, R.E.Fr.
- Xylopia longipetala, De Wild. & T.Durand
- Xylopia lukei, D.M.Johnson & Goyder
- Xylopia maccreae, (F.Muell.) L.S.Sm.
- Xylopia macrantha, Triana & Planch.
- Xylopia madagascariensis, Cavaco & Keraudren
- Xylopia magna, Maingay ex Hook.f.
- Xylopia malayana, Hook.f. & Thomson
- Xylopia micans, R.E.Fr.
- Xylopia microcalyx, D.M.Johnson & N.A.Murray
- Xylopia mildbraedii, Diels
- Xylopia monosperma, Jessup
- Xylopia monticola, D.M.Johnson & N.A.Murray
- Xylopia mucronata, Boerl.
- Xylopia multiflora, R.E.Fr.
- Xylopia muricata, L.
- Xylopia mwasumbii, D.M.Johnson
- Xylopia nervosa, (R.E.Fr.) Maas
- Xylopia ngii, D.M.Johnson & N.A.Murray
- Xylopia nigricans, Hook.f. & Thomson
- Xylopia nilotica, D.M.Johnson & N.A.Murray
- Xylopia nitida, Dunal
- Xylopia niyomdhamii, D.M.Johnson & N.A.Murray
- Xylopia obtusifolia, (A.DC.) A.Rich.
- Xylopia ochrantha, Mart.
- Xylopia odoratissima, Welw. ex Oliv.
- Xylopia orestera,  I.M.Turner & D.M.Johnson
- Xylopia orinocensis, Bagstad & D.M.Johnson
- Xylopia oxyantha, (Hook.f. & Thomson) Hook.f. & Thomson
- Xylopia pacifica, A.C.Sm.
- Xylopia pallescens, Baill.
- Xylopia panamensis, G.E.Schatz
- Xylopia pancheri, Baill.
- Xylopia paniculata, Exell
- Xylopia papuana, Diels
- Xylopia parviflora, Spruce
- Xylopia patoniae, I.M.Turner
- Xylopia peekelii, Diels
- Xylopia perrieri, Diels
- Xylopia peruviana, R.E.Fr.
- Xylopia phloiodora, Mildbr.
- Xylopia pierrei, Hance
- Xylopia piratae, D.M.Johnson & N.A.Murray
- Xylopia pittieri, Diels
- Xylopia platycarpa, D.M.Johnson & N.A.Murray
- Xylopia platypetala, R.E.Fr.
- Xylopia plowmanii, P.E.Berry & D.M.Johnson
- Xylopia polyantha, R.E.Fr.
- Xylopia pulchella, Ridl.
- Xylopia pulcherrima, Sandwith
- Xylopia pynaertii, De Wild.
- Xylopia quintasii, Pierre ex Engl. & Diels
- Xylopia richardii, Boivin ex Baill.
- Xylopia rigidiflora, Bagstad & D.M.Johnson
- Xylopia roigii, P.Wilson
- Xylopia rubescens, Oliv.
- Xylopia sahafariensis, Cavaco & Keraudren
- Xylopia schroederi, Sleumer ex Herter
- Xylopia sericea, A.St.-Hil.
- Xylopia sericolampra, Diels
- Xylopia sericophylla, Standl. & L.O.Williams
- Xylopia sessiliflora, (Kochummen & Whitmore) D.M.Johnson & N.A.Murray
- Xylopia shirensis, (Engl. & Diels) D.M.Johnson & N.A.Murray
- Xylopia spruceana, Benth. ex Spruce
- Xylopia staudtii, Engl. & Diels
- Xylopia subdehiscens, (King) J.Sinclair
- Xylopia sumatrana, (Miq.) D.M.Johnson & N.A.Murray
- Xylopia surinamensis, R.E.Fr.
- Xylopia talbotii, Exell
- Xylopia tanganyikensis, D.M.Johnson
- Xylopia tenuipetala, D.M.Johnson & Goyder
- Xylopia thomsonii, Oliv.
- Xylopia tomentosa, Exell
- Xylopia torrei, N.Robson
- Xylopia toussaintii, Boutique
- Xylopia trichostemon, R.E.Fr.
- Xylopia unguiculata, D.M.Johnson & N.A.Murray
- Xylopia uniflora, R.E.Fr.
- Xylopia venezuelana, R.E.Fr.
- Xylopia vieillardii, Baill.
- Xylopia vielana, Pierre
- Xylopia villosa, Chipp
- Xylopia vitiensis, A.C.Sm.
- Xylopia wilwerthii, De Wild. & T.Durand
- Xylopia xylantha, R.E.Fr.